# Кубок Европы по метаниям 2024
Кубок Европы по метаниям 2024 года прошёл 9—10 марта в Лейрии (Португалия). Соревнования принимали две арены, муниципальный стадион «Магальяйнш Песоа» и национальный центр легкоатлетических метаний. В программу турнира были включены толкание ядра, метание диска, метание молота и метание копья. Были разыграны 4 командных Кубка: среди мужчин и женщин в абсолютной возрастной категории и среди молодёжи до 23 лет (2002 года рождения и моложе). Лейрия принимала турнир в шестой раз в истории (третий подряд).
В соревнованиях приняли участие 307 спортсменов из 40 стран Европы (155 мужчин и 152 женщины). Каждая страна могла выставить до 2 человек в каждой дисциплине у взрослых и одного — среди молодёжи. В зачёт команды шёл лучший результат в каждом из видов метаний, переведённый в очки с помощью Международной таблицы перевода результатов World Athletics. По сумме полученных баллов определялись победители и призёры в командном зачёте Кубка.
Сборные России и Белоруссии не были допущены к участию в турнире решением World Athletics и Европейской легкоатлетической ассоциации от 2 марта 2022 года, принятым в связи с вторжением российских войск на Украину.
Соревнования первого дня несколько раз задерживались и переносились из-за дождливой погоды в Лейрии. Несмотря на это, Алину Фирфирикэ из Румынии удалось показать высокий результат в метании диска — 66,07 м.
Украинский метатель молота Михаил Кохан успешно перешёл во взрослую категорию, продолжив свою победную серию. В 2019—2023 годах он трижды побеждал среди молодёжи. Его соотечественник, 20-летний Артур Фельфнер, мог выступать среди спортсменов до 23 лет, но предпочёл побороться за медали в метании копья в абсолюте. Дебют также получился успешным — для победы ему хватило броска на 81,89 м.
Португальская метательница диска Ирина Родригеш одержала свою первую победу на Кубке Европы и установила национальный рекорд (66,60 м). Ранее, начиная с 2009 года, она 8 раз попадала в призовую тройку на Кубке Европы, но ни разу не становилась сильнейшей. В активе Родригеш до 2024 года было 4 медали в молодёжной категории (3 серебра и 1 бронза) и 4 медали среди взрослых (2 серебра и 2 бронзы). Третье место в этом секторе заняла 44-летняя Мелина Робер-Мишон из Франции, для которой этот пьедестал оказался 12-м на Кубках Европы. Всего на её счету стало 3 золотых, 5 серебряных и 4 бронзовых медали, причём впервые она стала призёром ещё на дебютном турнире в 2001 году.
Метательница молота Катрин Кох-Якобсен стала первой победительницей Кубка Европы по метаниям в истории Дании.

## Результаты

### Индивидуальное первенство
| Дисциплина                   | Золото                      | Золото  | Серебро                         | Серебро | Бронза                           | Бронза  |
| ---------------------------- | --------------------------- | ------- | ------------------------------- | ------- | -------------------------------- | ------- |
| Мужчины                      |                             |         |                                 |         |                                  |         |
| Толкание ядра                | Зейн Вейр Италия            | 21,55 м | Скотт Линкольн Великобритания   | 20,98 м | Месуд Пезер Босния и Герцеговина | 20,58 м |
| Метание диска                | Алин Фирфирикэ Румыния      | 66,07 м | Симон Петтерссон Швеция         | 63,08 м | Даниэль Ясински Германия         | 61,84 м |
| Метание молота               | Михаил Кохан Украина        | 78,13 м | Бенце Халас Венгрия             | 76,22 м | Христос Францескакис Греция      | 74,96 м |
| Метание копья                | Артур Фельфнер Украина      | 81,89 м | Александру Новак Румыния        | 80,73 м | Иоаннис Кириазис Греция          | 80,52 м |
| Мужчины (молодёжь до 23 лет) |                             |         |                                 |         |                                  |         |
| Толкание ядра                | Мухамет Рамадани Косово     | 18,54 м | Лукас Шобер Германия            | 18,21 м | Али Пекер Турция                 | 17,93 м |
| Метание диска                | Стивен Рихтер Германия      | 61,00 м | Михаил Брудин Украина           | 59,95 м | Рубен Рольвинк Нидерланды        | 57,96 м |
| Метание молота               | Давид Пилат Польша          | 71,52 м | Иосиф Кесидис Кипр              | 70,63 м | Орестис Дусакис Греция           | 68,78 м |
| Метание копья                | Джованни Фраттини Италия    | 76,21 м | Мухаммет Зенгин Турция          | 76,15 м | Влад Турку Румыния               | 74,51 м |
| Женщины                      |                             |         |                                 |         |                                  |         |
| Толкание ядра                | Джессика Схилдер Нидерланды | 18,22 м | Юлия Риттер Германия            | 18,16 м | Элиана Бандейра Португалия       | 17,60 м |
| Метание диска                | Ирина Родригеш Португалия   | 66,60 м | Шанис Крафт Германия            | 63,70 м | Мелина Робер-Мишон Франция       | 62,46 м |
| Метание молота               | Катрин Кох-Якобсен Дания    | 71,95 м | Бьянка Гелбер Румыния           | 71,66 м | Сара Фантини Италия              | 70,58 м |
| Метание копья                | Мари-Терезе Обст Норвегия   | 61,69 м | Адриана Вилагош Сербия          | 61,17 м | Эда Тугсуз Турция                | 60,50 м |
| Женщины (молодёжь до 23 лет) |                             |         |                                 |         |                                  |         |
| Толкание ядра                | Зузанна Масляна Польша      | 17,08 м | Милен Аммон Германия            | 16,07 м | Анастасия Драгомирова Греция     | 15,46 м |
| Метание диска                | Озлем Беджерек Турция       | 55,07 м | Мари-Жозе Бовель-Линака Франция | 53,91 м | Эмили Конте Италия               | 53,72 м |
| Метание молота               | Теа Лёфман Швеция           | 68,08 м | Никола Татхилл Ирландия         | 67,39 м | Аада Коппели Финляндия           | 64,88 м |
| Метание копья                | Жад Мараваль Франция        | 55,07 м | Эмилия Карелль Финляндия        | 54,54 м | Маргерита Рандаццо Италия        | 53,67 м |

### Командное первенство
Женская сборная Германии в рекордный девятый раз одержала победу в командном зачёте, обойдя по этому показателю сборную России. Кубок Европы среди мужчин впервые завоевала Румыния
| Место | Команда  | Очки |
| ----- | -------- | ---- |
| 1     | Румыния  | 4416 |
| 2     | Германия | 4272 |
| 3     | Испания  | 4271 |
| 4     | Польша   | 4259 |
| 5     | Италия   | 4234 |
| 6     | Франция  | 4170 |

| Место | Команда    | Очки |
| ----- | ---------- | ---- |
| 1     | Германия   | 4281 |
| 2     | Португалия | 4165 |
| 3     | Франция    | 4147 |
| 4     | Финляндия  | 4031 |
| 5     | Италия     | 4023 |
| 6     | Венгрия    | 3962 |
| 7     | Греция     | 3889 |
| 8     | Испания    | 3886 |

| Место | Команда  | Очки |
| ----- | -------- | ---- |
| 1     | Германия | 3914 |
| 2     | Турция   | 3863 |
| 3     | Чехия    | 3801 |
| 4     | Италия   | 3794 |
| 5     | Швеция   | 3777 |
| 6     | Украина  | 3772 |
| 7     | Польша   | 3724 |

| Место | Команда    | Очки |
| ----- | ---------- | ---- |
| 1     | Италия     | 3843 |
| 2     | Франция    | 3798 |
| 3     | Германия   | 3743 |
| 4     | Украина    | 3359 |
| 5     | Португалия | 3100 |